# David Kross
David Kross (Henstedt-Ulzburg, 4 de julio de 1990) es un actor alemán. Comenzó su carrera a una edad temprana con un pequeño papel en la película de 2002 Hilfe, ich bin ein Junge, y trabajó esporádicamente, centrándose principalmente en su trabajo escolar. En 2008, obtuvo el papel protagonista de Michael Berg en la película The Reader. Por su parte, fue nominado a varios premios y llegó a ganar el Premio Sierra en los Premios de la Sociedad de Críticos de Cine de Las Vegas para Jóvenes en el Cine.
Desde entonces, Kross ha trabajado en papeles cinematográficos de habla alemana e inglesa, como War Horse, Race e Into the White.

## Primeros años de vida
Kross nació en Henstedt-Ulzburg, a 30 kilómetros al norte de Hamburgo. Creció en Bargteheide, donde asistió al instituto Eckhorst hasta 2007. Tiene dos hermanos y una hermana. Jugó al baloncesto en el club profesional TSV Bargteheide entre 2004 y 2006.

## Carrera profesional
Su carrera comenzó con una pequeña aparición en la película de 2002 Hilfe, ich bin ein Junge (inglés: Help, I'm a Boy!). En diciembre de 2003, se unió a Blaues Wölkchen, un pequeño grupo de un teatro infantil de Bargteheide. Su primera aparición teatral importante fue en Hilfe, die Herdmanns kommen.[cita requerida]
En 2005, Kross llamó la atención de Detlev Buck a través de su hija, Bernadette, y se presentó al casting de Tough Enough (Knallhart); Buck contrató a Kross para interpretar al protagonista, un chico de 15 años que se traslada con su madre desde un barrio rico de Berlín (Zehlendorf) a la zona de Neukölln, conocida en aquel momento por su elevado número de inmigrantes turcos y su alto nivel de delincuencia. Kross no sólo fue elogiado en la Berlinale en 2006, sino que también ganó el premio al mejor actor en Núremberg en el 11.º Filmfestival Türkei/Deutschland.
En 2006, Kross volvió a trabajar con Buck en la película Hands off Mississippi (Hände weg von Mississippi), interpretando a un aprendiz de panadero. En otoño de ese mismo año, empezó a rodar una película de Marco Kreuzpaintner, Krabat (El molino satánico). En esta versión del libro infantil de Otfried Preußler, Kross interpreta el papel principal, uno de los aprendices de magia, con los coprotagonistas Daniel Brühl y Robert Stadlober. La película se estrenó el 19 de septiembre de 2007 en festivales de cine y en octubre de 2008 en salas.
En septiembre de 2007, The Reader comenzó a rodarse en Berlín, Colonia y Görlitz. En la adaptación de Stephen Daldry de la exitosa novela de Bernhard Schlink sobre la relación entre un adolescente y una mujer mayor, Kross interpreta el papel principal de Michael Berg, junto a Kate Winslet, Ralph Fiennes y Bruno Ganz. Tuvo que aprender a hablar inglés para aparecer en la película. El estreno mundial fue en el Teatro Ziegfeld de Nueva York el 3 de diciembre de 2008. La película se presentó en la Berlinale de 2009, pero no compitió. En mayo de 2009, Kross fue galardonado por su actuación en The Reader en la 62.ª edición del Festival de Cannes, ganando el trofeo Chopard. Kross fue nominado al Premio del Cine Europeo como mejor actor.
Su siguiente trabajo fue en Same Same But Different (2009), de nuevo con Buck como director. El guion está basado en un artículo autobiográfico de Benjamin Prüfer.
En junio de 2010, se anunció que Kross había formado parte del reparto de la película de Steven Spielberg Caballo de batalla. El rodaje comenzó en agosto de 2010, en Dartmoor, Devon, Reino Unido, y la película se estrenó en diciembre de 2011.

## Vida personal
En 2009, Kross comenzó un curso de tres años en la London Academy of Music and Dramatic Art (LAMDA). Su plan era mejorar sus conocimientos de interpretación y de inglés. Sin embargo, abandonó a finales de ese mismo año para concentrarse en el cine. Desde entonces vive en Berlín-Mitte. Kross no ha expresado ningún deseo de trasladarse a Hollywood, sino que prefiere quedarse en Alemania y seguir haciendo películas tanto en alemán como en inglés.

## Filmografía
| Año  | Película                                  | Role                     | notas |
| ---- | ----------------------------------------- | ------------------------ | --- |
| 2002 | Hilfe, ich bin ein Junge                  | Paddy                    | |
| 2003 | Adán y Eva                                | Adams Sohn               | Película austriaca |
| 2006 | Knallhart                                 | Michael Polischka        | |
| 2007 | Hände weg von Mississippi                 | Bäckerlehrling Bröckel   | |
| 2008 | Krabat                                    | Krabat                   | Adaptado de una novela en alemán Krabat (The Satanic Mill en inglés) de Otfried Preußler |
| 2008 | El lector                                 | Michael Berg joven       | Premio de los críticos de cine de Las Vegas a la juventud en el cine Nominado - Premio de la Asociación de Críticos de Cine de Difusión al Mejor Artista Joven Nominado - Premio de la Asociación de Críticos de Cine de Chicago al Mejor Actor Nominado - Premio de Cine Europeo al Mejor Actor |
| 2009 | Igual pero diferente                      | Ben                      | Recibió el premio Variety Piazza Grande en el Festival Internacional de Cine de Locarno. |
| 2011 | Das Blaue vom Himmel                      | El joven Osvalds Kalnins | |
| 2011 | Río                                       | Azul                     | Voz Alemana |
| 2011 | Caballo de guerra                         | Soldado Gunther Schröder | |
| 2012 | En el blanco                              | Josef Auchtor            | |
| 2012 | Midiendo el mundo                         | Eugen Gauss              | |
| 2013 | Michael Kohlhaas                          | El predicador            | |
| 2015 | Boy 7                                     | Sam                      | |
| 2016 | El Héroe de Berlín                        | Carl "Luz" Largo         | |
| 2017 | Halal daddy                               | Jaspe                    | |
| 2018 | Globo                                     | Günter Wetzel            | |
| 2019 | The Keeper                                | Bert Trautman            | |
| 2020 | Rising High                               | Víctor                   | |
| 2021 | Prey                                      | Romano                   | |
| 2021 | Bekenntnisse des Hochstaplers Felix Krull | Marqués de Venosta       | |
| 2021 | The King's Man                            | Adolf Hitler             | Acreditado como "hombre con bigote" |

## Premios

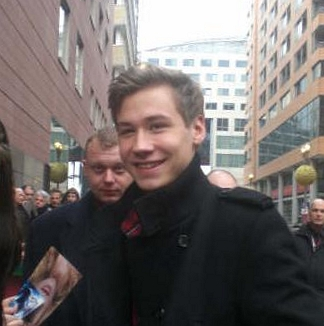
Kross en 2009

- En el 11.º Festival de Cine de Alemania/Turquía en Núremberg, David ganó su primer premio como "Actor en un papel principal" por su actuación en Detlev Bucks Tough Enough (alemán: Knallhart ).
- 2008 Nominado a los Premios de la Asociación de Críticos de Cine de Chicago como Artista Más Prometedor.
- 2009 Nominado en los Broadcast Film Critics Association Awards en Mejor Actor/Actriz Joven (Menor de 21).
- 2009 Ganó un premio de la Sociedad de Críticos de Cine de Las Vegas en Juventud en el Cine.
- Premio Shooting Stars 2009, en el Festival Internacional de Cine de Berlín, premios anuales de actuación para actores emergentes de European Film Promotion.
- 2009 Nominada a un Premio del Cine Europeo.
- Premio Shooting Stars 2010 en Romy TV-Awards, junto a Cristiana Capotondi .
- Premio Generación Audi 2010.
- 2012 Ganó el Trofeo Chopard a la Revelación masculina en el Festival de Cine de Cannes.